# Djingarey Maïga
Djingarey Alhassane Maïga (* 17. Oktober 1939 in Ouattagouna; Schreibweisen des Vornamens auch Djingareye und Guingarey) ist ein nigrischer Filmregisseur und Schauspieler.

## Leben
Djingarey Maïga zog nach dem Schulbesuch nach Niamey, der Hauptstadt Nigers. Dort fand er Arbeit als Stromableser beim Energieunternehmen SAFELEC, der späteren Compagnie Nigérienne d’Electricité (NIGELEC). Sein Interesse für das Kino erwachte Anfang der 1960er Jahre während der Pionierzeit des nigrischen Films. Unter der Regie von Moustapha Alassane verkörperte er die Hauptrolle im Western Le retour d’un aventurier (1966). Alassane verpflichtete ihn auch für seinen Spielfilm FVVA: Femme, voiture, villa, argent (1972) als Schauspieler. Maïga gab 1971 seinen Beruf als Stromableser auf, um zunächst für Moustapha Alassane als Regieassistent zu arbeiten.
Seine erste eigene Regiearbeit war Le ballon im Jahr 1972, in der sein damals sechsjähriger ältester Sohn die Hauptrolle spielte. In den darauffolgenden Jahrzehnten blieb Maïga als Filmregisseur aktiv. Sein erster Langspielfilm L’étoile noire (1976), für den er unter anderem Moustapha Alassane und Damouré Zika als Schauspieler verpflichtete, ist eine Dreiecksgeschichte eines Mannes zwischen einer westlich und einer traditionell geprägten Frau. Mehrere seiner Filme sind als série noire („schwarze Serie“) inhaltlich miteinander verbunden. Das Schwarz, das diese Filme im Titel tragen, steht für Trauer und Unglück in Afrika.

## Filmografie
Regisseur
- 1972: Le ballon
- 1976: L’étoile noire
- 1978: Ouatagouna
- 1979: Autour de l’hippopotame
- 1979: Nuages noirs
- 1980: Les rendez-vous du 15 avril
- 1982: La danse des dieux
- 1983: Aube noire
- 1994: Miroir noir
- 1999: Vendredi noir
- 2009: La quatrième nuit noire
- 2014: Au plus loin dans le noir
- 2016: Le cerveau noir
- 2019: Un coin du ciel noir
- 2023: La fille noire du président

Schauspieler
- 1966: Le retour d’un aventurier
- 1969: Cabascabo
- 1972: FVVA: Femme, villa, voiture, argent
- 1976: L’étoile noire
- 1986: Le médecin de Gafire

Kameramann
- 2002: Le rêve plus fort que la mort